# Causeway Coast and Glens
Causeway Coast and Glens är ett distrikt i Nordirland i Storbritannien. Huvudort är Coleraine. Distriktet bildades 2015 i samband med en distriktsreform genom en sammanslagning av distrikten Ballymoney, Coleraine, Limavady och Moyle.